# 长芽绣线菊
长芽绣线菊（学名：Spiraea longigemmis）为蔷薇科绣线菊属下的一个种。

## 扩展阅读
- 維基物種上的相關：长芽绣线菊